# Divine Idylle
Pour les articles homonymes, voir Divine.
Singles de Vanessa Paradis
Ma pétroleuse 
 (juin 2004) Dès que j'te vois 
 (octobre 2007)
Pistes de 'Divinidylle'
Chet Baker
Divine Idylle est le 22e single de Vanessa Paradis. Il est lancé en radio le 5 juin 2007 et disponible en téléchargement légal le 12 juin 2007. Il est le premier extrait de l'album Divinidylle.

## Versions
Vanessa chante ce titre lors du Divinidylle Tour en 2007/2008, de sa Tournée Acoustique en 2010/2011 et lors du Love Songs Tour en 2013/2014.
Elle l'interprète également à la télévision en live :
- Le Grand Journal (Canal+) - 03/09/2007 - en version live acoustique
- Esprits libres (France 2) - 07/09/2007 - nouvelle version live acoustique
- La musicale (Canal+) - 02/11/2007
- Taratata (France 2) - 16/11/2007

## Ventes
Divine Idylle atteint la place numéro 2 des meilleures ventes de singles en téléchargement légal. Il reste 36 semaines au sein du Top 50 français dont 16 semaines dans le Top 10.
Le single n'a pas été commercialisé en support physique mais en numérique uniquement.
En Belgique, il obtient également un grand succès en se classant numéro 5 des meilleures ventes de singles.
Il s'écoule à 70 000 exemplaires.

## Le clip
Le clip de Divine idylle a été réalisé par Antoine Carlier.
Vanessa, habillée d'une robe blanche, chante face caméra, en gros plan ou en plan large. Le clip est diffusé à la télévision à partir de juillet 2007.

## Musiciens
- Guitares électriques / Basse / Tambourin / Glockenspiel : Matthieu Chedid
- Basse moog / Batterie : Patrice Renson
- Orgue : Albin de la Simone
- Cristal baschet : Thomas Bloch
- Chœurs : Matthieu Chedid - Céline B
- Claps : Matthieu Chedid - Patrice Renson
- Sons psychédéliques : Pierre Boscheron
- Violons : Laurent Manaud - Daniel Daro - Sébastien Surel - Anne-Cécile Schmit - Hervé Cavelier - Nathalie Carlucci
- Alto : Jean-Marc Apap
- Violoncelle : Vincent Segal
- Mixeur : Olivier Lude